# ヴェールを被る婦人の肖像

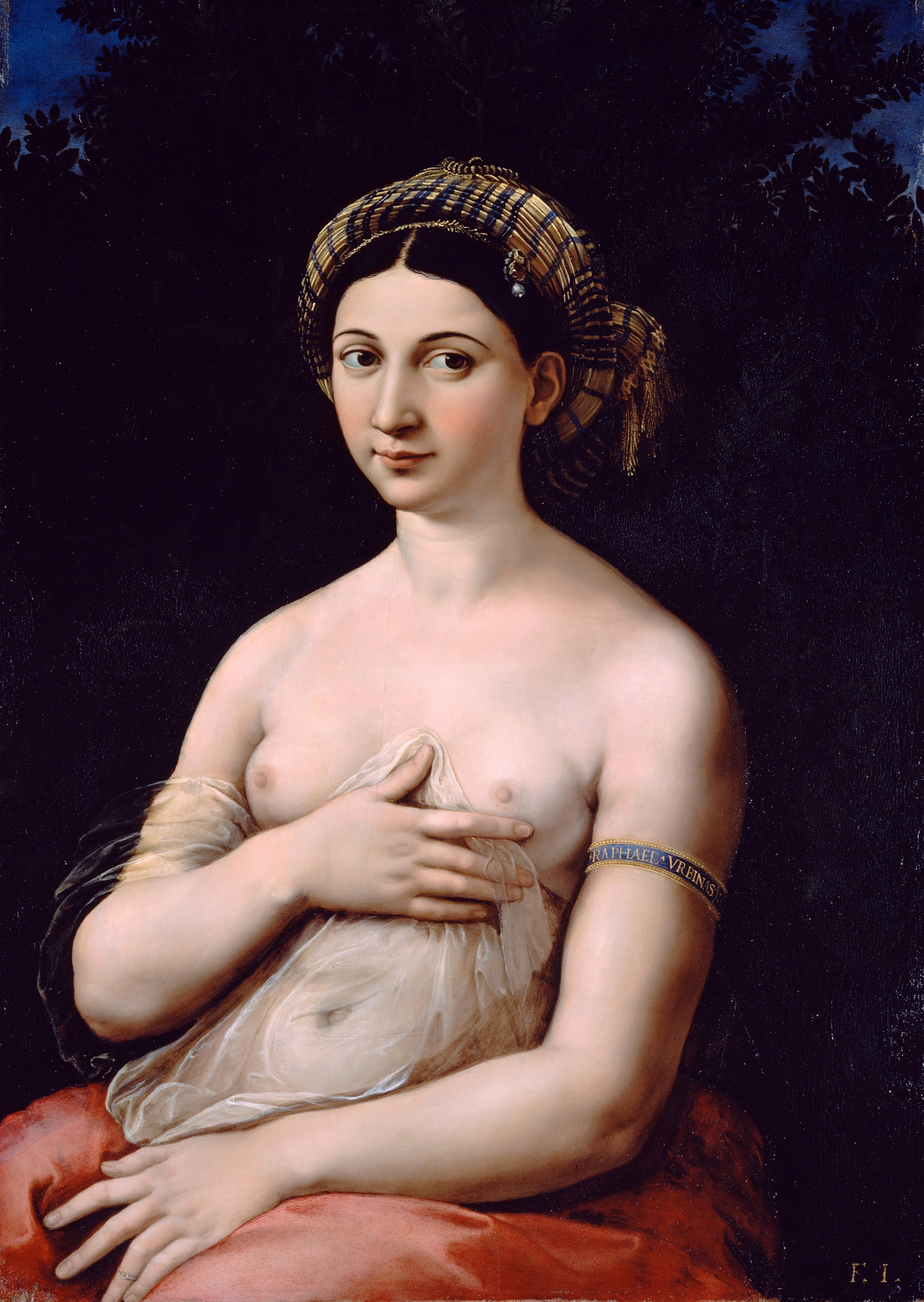
1520年頃の裸婦画『ラ・フォルナリーナ』。ローマ、バルベリーニ宮国立古典絵画館所蔵。

『ラ・ヴェラータ』あるいは『ヴェールを被る婦人の肖像』（ヴェールをかぶるふじんのしょうぞう、伊: La Velata, 英: The woman with the veil）は、盛期ルネサンスのイタリアの巨匠ラファエロ・サンツィオが1516年頃に制作した絵画である。油彩。ラファエロの最も美しい女性像とされ、ラファエロの愛人で『システィーナの聖母』など重要な作品のモデルになったフォルナリーナ（パン屋の女）ことマルゲリータ・ルーティを描いたと考えられている。ジョルジョ・ヴァザーリがラファエロの作品として言及しているにもかかわらず、17世紀以降はラファエロへの帰属が疑問視された。1839年に本作品を再びラファエロに帰したのはドイツの画家、キュレーターのヨハン・ダーフィト・パサヴァンである。現在はフィレンツェ、ピッティ宮殿のパラティーナ美術館に所蔵されている。

## 作品
ラファエロは黒い髪と瞳の女性を4分の3正面の角度から描いている。胸像で表現された若い女性は豪華な衣服を着て、上半身を覆うことができるヴェールを身に着けている。女性は右肩と腕をヴェールで隠し、手だけを出して胸に当てているが、左手は完全な形で描かれていない。髪を飾る真珠や首のネックレス、金の刺繍が施された衣服は女性の社会的地位の高さを示している。またヴェールは子供のいる既婚女性であることを示している。胸元のフリルシャツは繊細で、左肩の膨らんだ袖は深い折り目を幾重にも作り、優れた品質のシルクの光沢のある反射を生み出している。ラファエロはここでは線の明快さよりも光と色彩の関係を追求しているが、それは特に左肩の膨らんだ袖で見事な成果となって現れている。
純粋な肖像画というよりはある程度まで理想化された女性像であり、ある説によると本作品は聖人を描いたもので、おそらくアレクサンドリアの聖カタリナの習作ではないかとしている。ポーズはレオナルド・ダ・ヴィンチの『モナ・リザ』を用いている。画家はキャリアの早い段階からダ・ヴィンチの肖像画のポーズを繰り返し用いているが、本作品では『マッダレーナ・ドーニの肖像』（Ritratto di Maddalena Doni）や『ラ・グラーヴィダ』（La Gravida）、『ラ・ムータ』（La Muta）といった過去の肖像画にはない変化が見られる。ラファエロは像の幅を広げることで、十分にくつろいだ姿で空間に配置している。それによって『モナ・リザ』の三角形の構図を凌駕するに至っている。
パサヴァンは『システィーナの聖母』やサンタ・マリア・デッラ・パーチェ教会壁画の『プリュギアの巫女』といった絵画に見られる女性像の顔の類似性に注目してラファエロの作品と見なした。またモデルの女性については裸婦画『ラ・フォルナリーナ』と比較して同じ女性を描いていると推測した。美術史家ジョヴァンニ・モレッリ、カヴァルカゼル、エンリコ・リドルフィらもまた同じ見解であった。フォルナリーナ（＝マルゲリータ・ルーティ）は低い身分ではあったが美しい女性で、ラファエロは彼女への愛のためにビッビエーナ枢機卿（教皇レオ10世の秘書官）の姪マリア・ビッビエーナ（Maria Bibbiena）との婚約を取り消したと言われている。もちろん反対意見もあり、たとえばオーベルフーバーは2人は別人で、『ラ・ヴェラータ』のモデルが既婚女性として表現されていることから、ローマの逸名の貴婦人ではないかと主張している。いずれにせよ、フォルナリーナはラファエロの多くの作品において女性像のモデルとなったが、1514年頃を境に現れなくなり、その数年後に謎めいた『ラ・フォルナリーナ』として登場する。両作品は顔の特徴だけでなく、ポーズや構想などに明らかな類似性がある。注目されるのは『ラ・ヴェラータ』と『ラ・フォルナリーナ』が同じデザインの真珠のアクセサリーを同じ場所に身に着けていることである。真珠はラテン語でマルガリータ（Margarita）であり、ラファエロは真珠を描くことで『ラ・ヴェラータ』のモデルがマルゲリータ・ルーティであることを暗示していると考えられる。別の研究では2つの女性像を同じ縮尺で重ね合わせると、顔と胸の比率がまったく同じになるという。

## 来歴

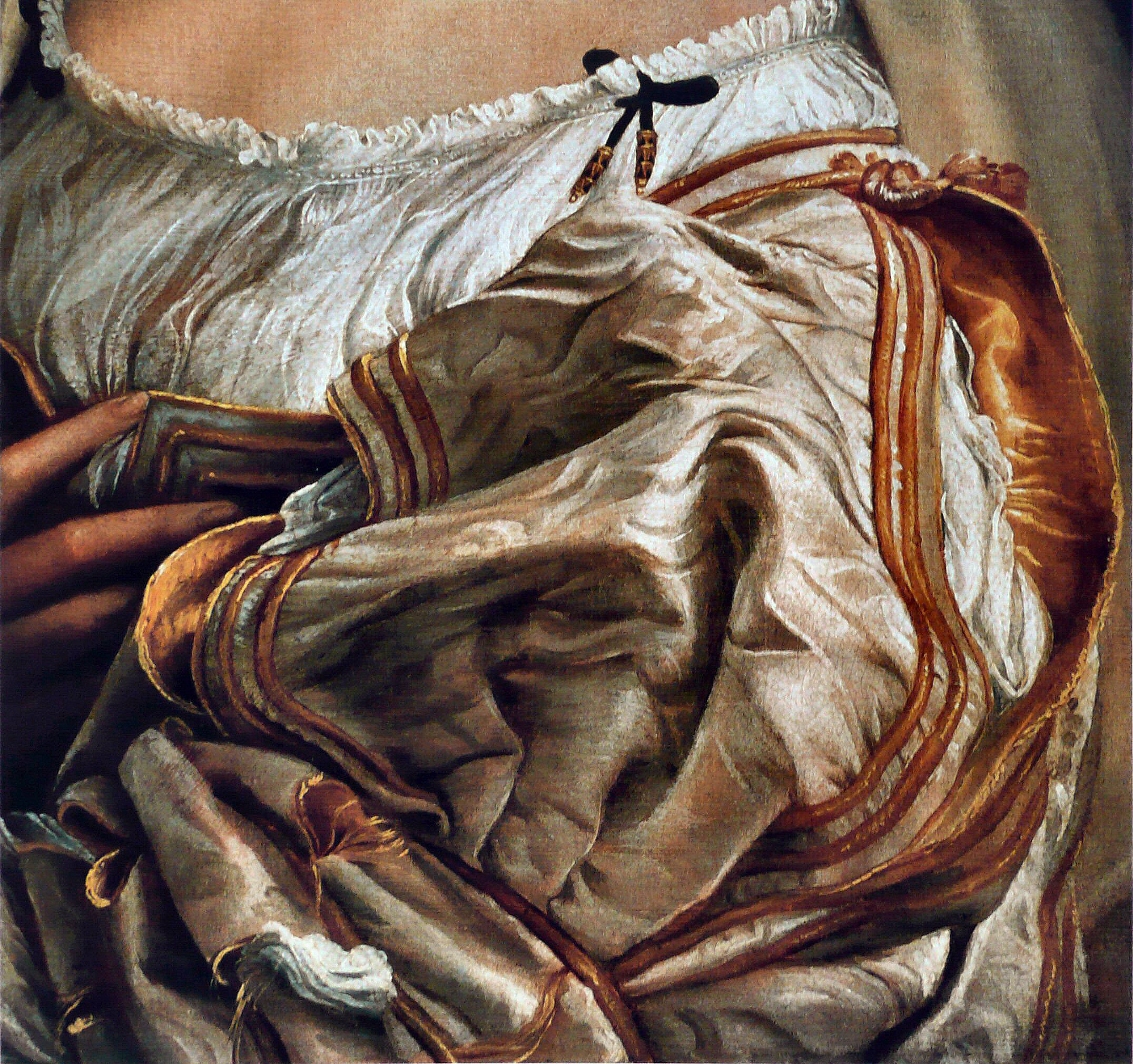
左肩から腕にかけての描写。

作品はジョルジョ・ヴァザーリの『画家・彫刻家・建築家列伝』によると、フィレンツェの商人マッテオ・ボッティ家にあり、続いて1584年にラファエロ・ボルギーニが『絵画と彫刻の休息』（Il Riposo）で、1591年にフランチェスコ・ボッキが『フィレンツェ市の美』（Le bellezze della città di Firenze）で、本作品をボッティ家で見たと証言している。しかしボッティ家がローマで描かれたこの絵画を所有した経緯についてはよく分かっていない。クレモナ出身のボッティ家は15世紀末にフィレンツェに移住し、1527年に市民権を得た。ボッティ家は芸術家たちと親交を結び、ヴァザーリはボッティ家の1人シモーネ・ボッティ（Simone Botti）を美術愛好家の資質を備えた人物として称賛している。この人物は1545年から1547年にかけて、パオロ・ジョーヴィオ司教の首席書記官としてローマに滞在したことが知られており、この間にローマで本作品を購入したのではないかと推測されている。
1619年、ボッティ家の最後の相続人であるマッテオ・ボッティ（1570年頃–1621年）は年金の支払いと借金返済と引き換えに、すべての資産を大公コジモ2世に譲渡した。こうしてメディチ家のコレクションに入った絵画は1622年の財産目録に記録されたが、帰属については「ウルビーノのラファエロが描いたと言われている」という懐疑的な記述となっている。しかもこれ以降はラファエロの名前も見出されなくなる。しかし絵画に対する敬意は失われることはなく、展示場所は変わってもピッティ宮殿の外に移動することはなかった。ピエトロ・レオポルドの時代には「ユピテルの間」で『小椅子の聖母』（Madonna della Seggiola）や『ガラス窓の聖母』、『トンマーゾ・インギラーミの肖像』（Ritratto di Fedra Inghirami）、『ビッビエーナ枢機卿の肖像』（Ritratto del cardinal Bibbiena）とともに展示された。その後、配置替えの際に誤ってユストゥス・シュステルマンスに帰属されたため、ナポレオンのイタリア侵攻の際に見逃され、イタリアに残されることとなった。

## ギャラリー

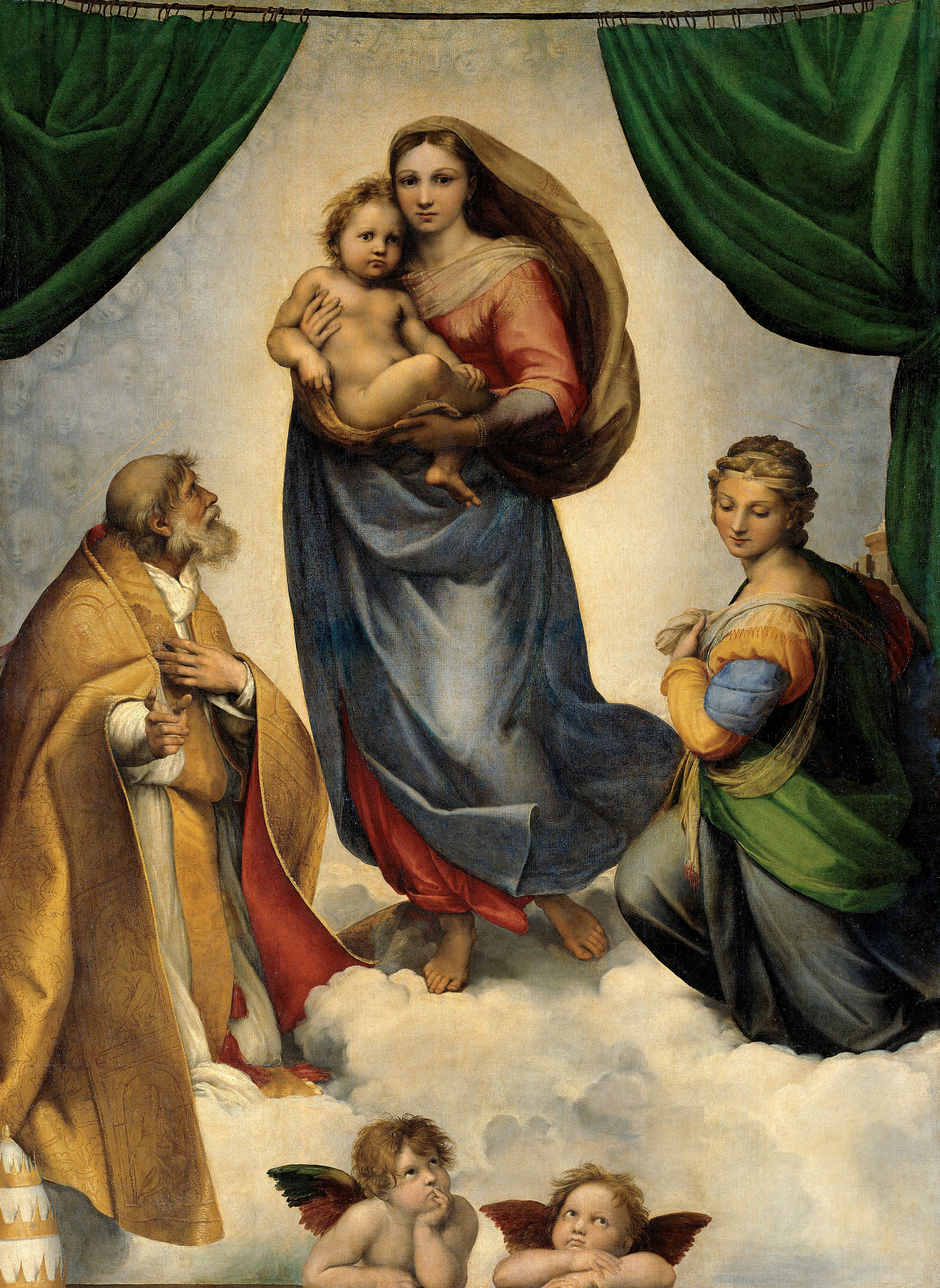
『システィーナの聖母』1513年-1514年 アルテ・マイスター絵画館所蔵
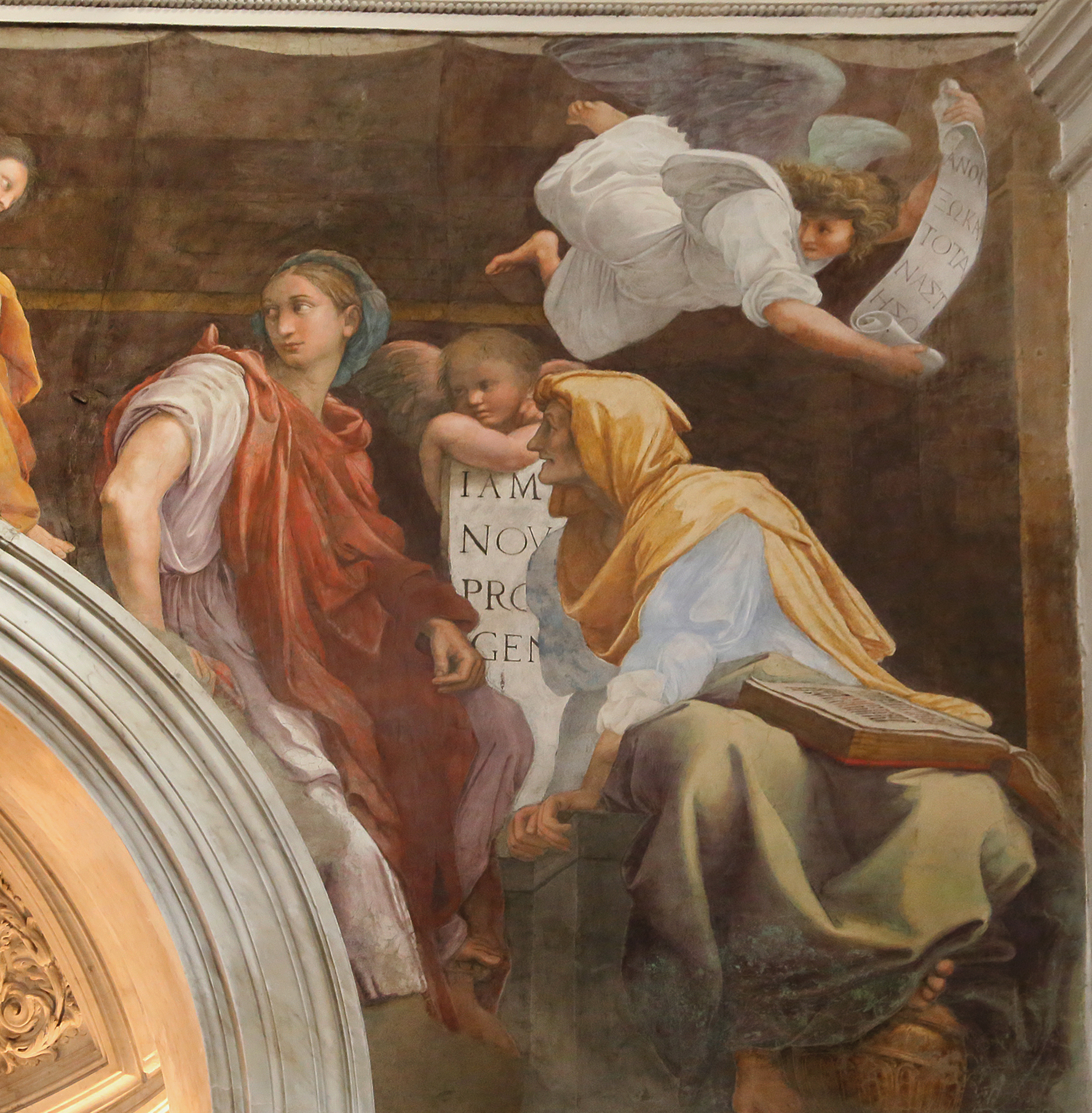
『プリュギアの巫女』1514年 サンタ・マリア・デッラ・パーチェ教会（英語版）
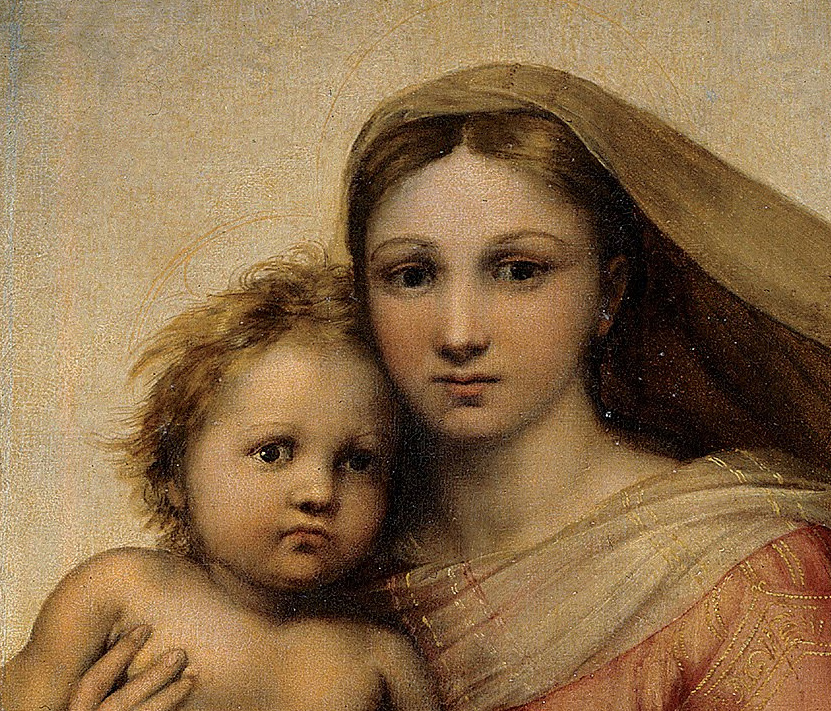
『システィーナの聖母』のディテール
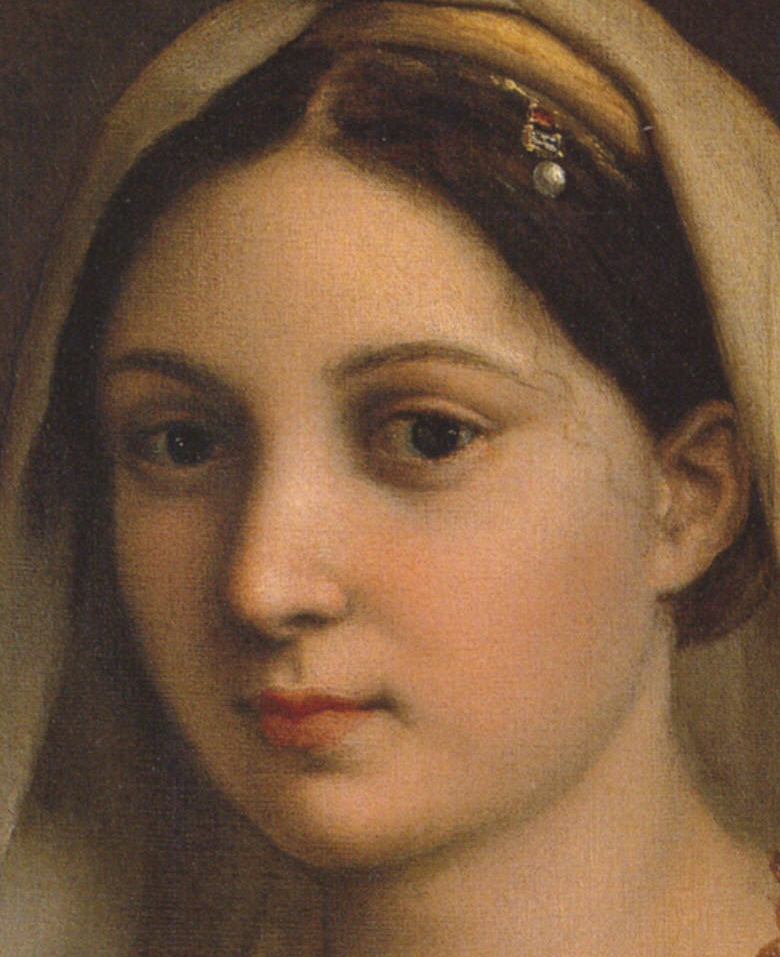
本作品のディテール